# 苏肇冰
苏肇冰（1937年6月21日—），男，江苏苏州人，中国物理学家，中国科学院理论物理研究所研究员，曾任该所所长。

## 生平
1958年毕业于北京大学物理系。1991年当选为中国科学院学部委员（院士）。2000年当选为第三世界科学院院士。 